# Campeonato Europeo Femenino Sub-17 de la UEFA 2011-12
El Campeonato Europeo Femenino Sub-17 de la UEFA 2012 fue la quinta edición de este torneo organizado por la UEFA. Esta competencia otorgó 2 cupos a la Copa Mundial Femenina de Fútbol Sub-17 de 2012, que se realizará en Azerbaiyán. 

## Primera fase de clasificación
Cuarenta equipos comenzaron en esta ronda. Eran diez grupos de cuatro equipos cada uno. Los diez campeones y los cuatro mejores segundos pasaron a la segunda fase de clasificación. Alemania y Países Bajos tenían un pase directo a la segunda ronda.
El sorteo se realizó el 16 de noviembre de 2010. Los partidos se jugaron del 29 de septiembre de 2011 hasta el 22 de octubre de 2011.
El país de los equipos en cursiva fue sede del grupo.

### Grupo 1
| Equipo  | Pts | PJ | PG | PE | PP | GF | GC | Dif |
| ------- | --- | -- | -- | -- | -- | -- | -- | --- |
| Suiza   | 9   | 3  | 3  | 0  | 0  | 34 | 2  | 32  |
| Polonia | 6   | 3  | 2  | 0  | 1  | 19 | 2  | 17  |
| Letonia | 3   | 3  | 1  | 0  | 2  | 1  | 21 | -20 |
| Georgia | 0   | 3  | 0  | 0  | 3  | 1  | 30 | -29 |

| Fecha                 | Lugar          |         |                    | Resultado |                    |         |
| --------------------- | -------------- | ------- | ------------------ | --------- | ------------------ | ------- |
| 15 de octubre de 2011 | Biała Podlaska | Suiza   | Bandera de Suiza   | 17:1      | Bandera de Georgia | Georgia |
| 15 de octubre de 2011 | Radzyn         | Polonia | Bandera de Polonia | 6:0       | Bandera de Letonia | Letonia |
| 17 de octubre de 2011 | Radzyn         | Suiza   | Bandera de Suiza   | 15:0      | Bandera de Letonia | Letonia |
| 17 de octubre de 2011 | Biała Podlaska | Georgia | Bandera de Georgia | 0:12      | Bandera de Polonia | Polonia |
| 20 de octubre de 2011 | Biała Podlaska | Polonia | Bandera de Polonia | 1:2       | Bandera de Suiza   | Suiza   |
| 20 de octubre de 2011 | Radzyn         | Letonia | Bandera de Letonia | 1:0       | Bandera de Georgia | Georgia |

### Grupo 2
| Equipo              | Pts | PJ | PG | PE | PP | GF | GC | Dif |
| ------------------- | --- | -- | -- | -- | -- | -- | -- | --- |
| Irlanda             | 7   | 3  | 2  | 1  | 0  | 10 | 3  | 7   |
| Rumania             | 6   | 3  | 2  | 0  | 1  | 11 | 6  | 5   |
| Italia              | 4   | 3  | 1  | 1  | 1  | 9  | 4  | 5   |
| Macedonia del Norte | 0   | 3  | 0  | 0  | 3  | 1  | 18 | -17 |

| Fecha                 | Lugar    |           |                                | Resultado |                                |           |
| --------------------- | -------- | --------- | ------------------------------ | --------- | ------------------------------ | --------- |
| 10 de octubre de 2011 | Strumica | Irlanda   | Bandera de Irlanda             | 3:2       | Bandera de Rumania             | Rumania   |
| 10 de octubre de 2011 | Strumica | Italia    | Bandera de Italia              | 6:0       | Bandera de Macedonia del Norte | Macedonia |
| 12 de octubre de 2011 | Strumica | Irlanda   | Bandera de Irlanda             | 6:0       | Bandera de Macedonia del Norte | Macedonia |
| 12 de octubre de 2011 | Strumica | Rumania   | Bandera de Rumania             | 3:2       | Bandera de Italia              | Italia    |
| 15 de octubre de 2011 | Strumica | Italia    | Bandera de Italia              | 1:1       | Bandera de Irlanda             | Irlanda   |
| 15 de octubre de 2011 | Strumica | Macedonia | Bandera de Macedonia del Norte | 1:6       | Bandera de Rumania             | Rumania   |

### Grupo 3
| Equipo   | Pts | PJ | PG | PE | PP | GF | GC | Dif |
| -------- | --- | -- | -- | -- | -- | -- | -- | --- |
| Suecia   | 9   | 3  | 3  | 0  | 0  | 21 | 0  | 21  |
| Hungría  | 6   | 3  | 2  | 0  | 1  | 7  | 5  | 2   |
| Croacia  | 1   | 3  | 0  | 1  | 2  | 2  | 12 | -10 |
| Bulgaria | 1   | 3  | 0  | 1  | 2  | 2  | 15 | -13 |

| Fecha                 | Lugar     |          |                     | Resultado |                     |          |
| --------------------- | --------- | -------- | ------------------- | --------- | ------------------- | -------- |
| 17 de octubre de 2011 | Tatabánya | Suecia   | Bandera de Suecia   | 6:0       | Bandera de Croacia  | Croacia  |
| 17 de octubre de 2011 | Telki     | Hungría  | Bandera de Hungría  | 3:0       | Bandera de Bulgaria | Bulgaria |
| 19 de octubre de 2011 | Tatabánya | Suecia   | Bandera de Suecia   | 10:0      | Bandera de Bulgaria | Bulgaria |
| 19 de octubre de 2011 | Telki     | Croacia  | Bandera de Croacia  | 0:4       | Bandera de Hungría  | Hungría  |
| 22 de octubre de 2011 | Telki     | Hungría  | Bandera de Hungría  | 0:5       | Bandera de Suecia   | Suecia   |
| 22 de octubre de 2011 | Tatabánya | Bulgaria | Bandera de Bulgaria | 2:2       | Bandera de Croacia  | Croacia  |

### Grupo 4
| Equipo    | Pts | PJ | PG | PE | PP | GF | GC | Dif |
| --------- | --- | -- | -- | -- | -- | -- | -- | --- |
| Noruega   | 9   | 3  | 3  | 0  | 0  | 17 | 1  | +16 |
| Rusia     | 6   | 3  | 2  | 0  | 1  | 6  | 4  | +2  |
| Eslovenia | 3   | 3  | 1  | 0  | 2  | 7  | 8  | –1  |
| Lituania  | 0   | 3  | 0  | 0  | 3  | 0  | 17 | –17 |

| Fecha                | Lugar  |           |                      | Resultado |                      |           |
| -------------------- | ------ | --------- | -------------------- | --------- | -------------------- | --------- |
| 2 de octubre de 2011 | Alytus | Noruega   | Bandera de Noruega   | 4:1       | Bandera de Eslovenia | Eslovenia |
| 2 de octubre de 2011 | Kaunas | Rusia     | Bandera de Rusia     | 2:0       | Bandera de Lituania  | Lituania  |
| 4 de octubre de 2011 | Kaunas | Noruega   | Bandera de Noruega   | 11:0      | Bandera de Lituania  | Lituania  |
| 4 de octubre de 2011 | Alytus | Eslovenia | Bandera de Eslovenia | 2:4       | Bandera de Rusia     | Rusia     |
| 7 de octubre de 2011 | Kaunas | Lituania  | Bandera de Lituania  | 0:4       | Bandera de Eslovenia | Eslovenia |
| 7 de octubre de 2011 | Alytus | Rusia     | Bandera de Rusia     | 0:2       | Bandera de Noruega   | Noruega   |

### Grupo 5
| Equipo      | Pts | PJ | PG | PE | PP | GF | GC | Dif |
| ----------- | --- | -- | -- | -- | -- | -- | -- | --- |
| Francia     | 9   | 3  | 3  | 0  | 0  | 23 | 1  | 22  |
| Gales       | 3   | 3  | 1  | 0  | 2  | 1  | 6  | -5  |
| Islas Feroe | 3   | 3  | 1  | 0  | 2  | 1  | 11 | -10 |
| Moldavia    | 3   | 3  | 1  | 0  | 2  | 2  | 9  | -7  |

| Fecha                 | Lugar          |             |                        | Resultado |                        |             |
| --------------------- | -------------- | ----------- | ---------------------- | --------- | ---------------------- | ----------- |
| 14 de octubre de 2011 | Orhei          | Francia     | Bandera de Francia     | 10:0      | Bandera de Islas Feroe | Islas Feroe |
| 14 de octubre de 2011 | Vadul lui Voda | Gales       | Bandera de Gales       | 0:1       | Bandera de Moldavia    | Moldavia    |
| 16 de octubre de 2011 | Ternovca       | Islas Feroe | Bandera de Islas Feroe | 0:1       | Bandera de Gales       | Gales       |
| 16 de octubre de 2011 | Vadul lui Voda | Francia     | Bandera de Francia     | 8:1       | Bandera de Moldavia    | Moldavia    |
| 19 de octubre de 2011 | Ternovca       | Gales       | Bandera de Gales       | 0:5       | Bandera de Francia     | Francia     |
| 19 de octubre de 2011 | Vadul lui Voda | Moldavia    | Bandera de Moldavia    | 0:1       | Bandera de Islas Feroe | Islas Feroe |

### Grupo 6
| Equipo            | Pts | PJ | PG | PE | PP | GF | GC | Dif |
| ----------------- | --- | -- | -- | -- | -- | -- | -- | --- |
| Inglaterra        | 9   | 3  | 3  | 0  | 0  | 10 | 4  | 6   |
| Finlandia         | 6   | 3  | 2  | 0  | 1  | 13 | 6  | 7   |
| Israel            | 3   | 3  | 1  | 0  | 2  | 3  | 12 | -9  |
| Irlanda del Norte | 0   | 3  | 0  | 0  | 3  | 4  | 8  | -4  |

| Fecha                 | Lugar     |                   |                              | Resultado |                              |                   |
| --------------------- | --------- | ----------------- | ---------------------------- | --------- | ---------------------------- | ----------------- |
| 11 de octubre de 2011 | Belfast   | Inglaterra        | Bandera de Inglaterra        | 4:1       | Bandera de Israel            | Israel            |
| 11 de octubre de 2011 | Belfast   | Finlandia         | Bandera de Finlandia         | 4:2       | Bandera de Irlanda del Norte | Irlanda del Norte |
| 13 de octubre de 2011 | Dungannon | Israel            | Bandera de Israel            | 0:7       | Bandera de Finlandia         | Finlandia         |
| 13 de octubre de 2011 | Lurgan    | Inglaterra        | Bandera de Inglaterra        | 2:1       | Bandera de Irlanda del Norte | Irlanda del Norte |
| 16 de octubre de 2011 | Belfast   | Irlanda del Norte | Bandera de Irlanda del Norte | 1:2       | Bandera de Israel            | Israel            |
| 16 de octubre de 2011 | Belfast   | Finlandia         | Bandera de Finlandia         | 2:4       | Bandera de Inglaterra        | Inglaterra        |

### Grupo 7
| Equipo    | Pts | PJ | PG | PE | PP | GF | GC | Dif |
| --------- | --- | -- | -- | -- | -- | -- | -- | --- |
| Dinamarca | 7   | 3  | 2  | 1  | 0  | 11 | 3  | 8   |
| Serbia    | 7   | 3  | 2  | 1  | 0  | 9  | 5  | 4   |
| Turquía   | 3   | 3  | 1  | 0  | 2  | 6  | 7  | -1  |
| Grecia    | 0   | 3  | 0  | 0  | 3  | 0  | 11 | -11 |

| Fecha                    | Lugar         |           |                      | Resultado |                      |           |
| ------------------------ | ------------- | --------- | -------------------- | --------- | -------------------- | --------- |
| 29 de septiembre de 2011 | Zrenjanin     | Dinamarca | Bandera de Dinamarca | 6:0       | Bandera de Grecia    | Grecia    |
| 29 de septiembre de 2011 | Banatski Dvor | Turquía   | Bandera de Turquía   | 3:4       | Bandera de Serbia    | Serbia    |
| 1 de octubre de 2011     | Banatski Dvor | Dinamarca | Bandera de Dinamarca | 2:2       | Bandera de Serbia    | Serbia    |
| 1 de octubre de 2011     | Zrenjanin     | Grecia    | Bandera de Grecia    | 0:2       | Bandera de Turquía   | Turquía   |
| 4 de octubre de 2011     | Banatski Dvor | Turquía   | Bandera de Turquía   | 1:3       | Bandera de Dinamarca | Dinamarca |
| 4 de octubre de 2011     | Zrenjanin     | Serbia    | Bandera de Serbia    | 3:0       | Bandera de Grecia    | Grecia    |

### Grupo 8
| Equipo          | Pts | PJ | PG | PE | PP | GF | GC | Dif |
| --------------- | --- | -- | -- | -- | -- | -- | -- | --- |
| Bélgica         | 7   | 3  | 2  | 1  | 0  | 12 | 0  | 12  |
| República Checa | 7   | 3  | 2  | 1  | 0  | 11 | 0  | 11  |
| Bielorrusia     | 3   | 3  | 1  | 0  | 2  | 4  | 9  | -5  |
| Estonia         | 0   | 3  | 0  | 0  | 3  | 0  | 18 | -18 |

| Fecha                    | Lugar    |                 |                            | Resultado |                            |                 |
| ------------------------ | -------- | --------------- | -------------------------- | --------- | -------------------------- | --------------- |
| 30 de septiembre de 2011 | Roudnice | República Checa | Bandera de República Checa | 5:0       | Bandera de Bielorrusia     | Bielorrusia     |
| 30 de septiembre de 2011 | Praga    | Bélgica         | Bandera de Bélgica         | 8:0       | Bandera de Estonia         | Estonia         |
| 2 de octubre de 2011     | Roudnice | República Checa | Bandera de República Checa | 6:0       | Bandera de Estonia         | Estonia         |
| 2 de octubre de 2011     | Praga    | Bielorrusia     | Bandera de Bielorrusia     | 0:4       | Bandera de Bélgica         | Bélgica         |
| 5 de octubre de 2011     | Roudnice | Bélgica         | Bandera de Bélgica         | 0:0       | Bandera de República Checa | República Checa |
| 5 de octubre de 2011     | Lhota    | Estonia         | Bandera de Estonia         | 0:4       | Bandera de Bielorrusia     | Bielorrusia     |

### Grupo 9
| Equipo               | Pts | PJ | PG | PE | PP | GF | GC | Dif |
| -------------------- | --- | -- | -- | -- | -- | -- | -- | --- |
| España               | 9   | 3  | 3  | 0  | 0  | 20 | 0  | 20  |
| Bosnia y Herzegovina | 6   | 3  | 2  | 0  | 1  | 5  | 8  | -3  |
| Ucrania              | 3   | 3  | 1  | 0  | 2  | 4  | 10 | -6  |
| Azerbaiyán           | 0   | 3  | 0  | 0  | 3  | 1  | 12 | -11 |

| Fecha                    | Lugar |                      |                                 | Resultado |                                 |                      |
| ------------------------ | ----- | -------------------- | ------------------------------- | --------- | ------------------------------- | -------------------- |
| 30 de septiembre de 2011 | Bakú  | Ucrania              | Bandera de Ucrania              | 3:0       | Bandera de Azerbaiyán           | Azerbaiyán           |
| 30 de septiembre de 2011 | Bakú  | España               | Bandera de España               | 6:0       | Bandera de Bosnia y Herzegovina | Bosnia y Herzegovina |
| 2 de octubre de 2011     | Bakú  | Bosnia y Herzegovina | Bandera de Bosnia y Herzegovina | 3:1       | Bandera de Ucrania              | Ucrania              |
| 2 de octubre de 2011     | Bakú  | España               | Bandera de España               | 7:0       | Bandera de Azerbaiyán           | Azerbaiyán           |
| 5 de octubre de 2011     | Bakú  | Ucrania              | Bandera de Ucrania              | 0:7       | Bandera de España               | España               |
| 5 de octubre de 2011     | Bakú  | Azerbaiyán           | Bandera de Azerbaiyán           | 1:2       | Bandera de Bosnia y Herzegovina | Bosnia y Herzegovina |

### Grupo 10
| Equipo     | Pts | PJ | PG | PE | PP | GF | GC | Dif |
| ---------- | --- | -- | -- | -- | -- | -- | -- | --- |
| Islandia   | 7   | 3  | 2  | 1  | 0  | 7  | 3  | 4   |
| Escocia    | 5   | 3  | 1  | 2  | 0  | 6  | 3  | 3   |
| Austria    | 4   | 3  | 1  | 1  | 1  | 13 | 3  | 10  |
| Kazajistán | 0   | 3  | 0  | 0  | 3  | 0  | 17 | -17 |

| Fecha                | Lugar      |            |                       | Resultado |                       |            |
| -------------------- | ---------- | ---------- | --------------------- | --------- | --------------------- | ---------- |
| 7 de octubre de 2011 | Lindabrunn | Escocia    | Bandera de Escocia    | 3:0       | Bandera de Kazajistán | Kazajistán |
| 7 de octubre de 2011 | Gloggnitz  | Islandia   | Bandera de Islandia   | 2:1       | Bandera de Austria    | Austria    |
| 9 de octubre de 2011 | Lindabrunn | Kazajistán | Bandera de Kazajistán | 0:3       | Bandera de Islandia   | Islandia   |
| 9 de octubre de 2011 | Gloggnitz  | Escocia    | Bandera de Escocia    | 1:1       | Bandera de Austria    | Austria    |
| 9 de octubre de 2011 | Lindabrunn | Islandia   | Bandera de Islandia   | 2:2       | Bandera de Escocia    | Escocia    |
| 9 de octubre de 2011 | Gloggnitz  | Austria    | Bandera de Austria    | 11:0      | Bandera de Kazajistán | Kazajistán |

### Ranking de los mejores segundos
Para determinar los cuatro mejores segundos de la primera fase de clasificación, solo los resultados contra los equipos ganadores y los terceros de cada grupo se cuentan y se siguen cuando se aplican los criterios:
1. Mayor número de puntos obtenidos en esos partidos
2. Superior diferencia de goles de esos partidos
3. Mayor número de goles marcados en esos partidos
4. Conducta "fair play" de los equipos en cada partido de grupo en la primera fase de clasificación
5. Sorteo

| Equipo               | Pts | PJ | PG | PE | PP | GF | GC | Dif |
| -------------------- | --- | -- | -- | -- | -- | -- | -- | --- |
| República Checa      | 4   | 2  | 1  | 1  | 0  | 5  | 0  | +5  |
| Serbia               | 4   | 2  | 1  | 1  | 0  | 6  | 5  | +1  |
| Finlandia            | 3   | 2  | 1  | 0  | 1  | 9  | 4  | +5  |
| Polonia              | 3   | 2  | 1  | 0  | 1  | 5  | 5  | 0   |
| Rumania              | 3   | 2  | 1  | 0  | 1  | 4  | 4  | 0   |
| Rusia                | 3   | 2  | 1  | 0  | 1  | 4  | 5  | -1  |
| Hungría              | 3   | 2  | 1  | 0  | 1  | 3  | 7  | –4  |
| Bosnia y Herzegovina | 3   | 2  | 0  | 2  | 0  | 3  | 3  | 0   |
| Escocia              | 2   | 2  | 0  | 2  | 0  | 3  | 3  | 0   |
| Gales                | 0   | 2  | 0  | 0  | 2  | 0  | 6  | –6  |

## Segunda fase de clasificación
Los diez campeones de grupo y los cuatro mejores segundos de la primera fase más Alemania y Países Bajos jugaron la segunda fase de clasificación. Los cuatro campeones de grupo avanzaron a la fase final. La segunda fase de clasificación se jugó del 19 de marzo de 2012 al 1 de mayo de 2012.
El país de los equipos en cursiva fue sede del grupo.

### Grupo 1
| Equipo     | Pts | PJ | PG | PE | PP | GF | GC | Dif |
| ---------- | --- | -- | -- | -- | -- | -- | -- | --- |
| Suiza      | 7   | 3  | 2  | 1  | 0  | 3  | 2  | 1   |
| Islandia   | 6   | 3  | 2  | 0  | 1  | 4  | 2  | 2   |
| Inglaterra | 3   | 3  | 1  | 0  | 2  | 1  | 2  | -1  |
| Bélgica    | 1   | 3  | 0  | 1  | 2  | 4  | 7  | -3  |

| Fecha               | Lugar     |            |                       | Resultado |                       |            |
| ------------------- | --------- | ---------- | --------------------- | --------- | --------------------- | ---------- |
| 13 de abril de 2012 | Hamar     | Suiza      | Bandera de Suiza      | 3:3       | Bandera de Bélgica    | Bélgica    |
| 13 de abril de 2012 | Hamar     | Inglaterra | Bandera de Inglaterra | 0:1       | Bandera de Islandia   | Islandia   |
| 15 de abril de 2012 | Poperinge | Suiza      | Bandera de Suiza      | 1:0       | Bandera de Islandia   | Islandia   |
| 15 de abril de 2012 | Ieper     | Bélgica    | Bandera de Bélgica    | 0:1       | Bandera de Inglaterra | Inglaterra |
| 18 de abril de 2012 | Harelbeke | Inglaterra | Bandera de Inglaterra | 0:1       | Bandera de Suiza      | Suiza      |
| 18 de abril de 2012 | Poperinge | Islandia   | Bandera de Islandia   | 3:1       | Bandera de Bélgica    | Bélgica    |

### Grupo 2
| Equipo  | Pts | PJ | PG | PE | PP | GF | GC | Dif |
| ------- | --- | -- | -- | -- | -- | -- | -- | --- |
| Francia | 9   | 3  | 3  | 0  | 0  | 12 | 0  | 12  |
| Noruega | 6   | 3  | 2  | 0  | 1  | 3  | 4  | -1  |
| Irlanda | 3   | 3  | 1  | 0  | 2  | 1  | 6  | -5  |
| Polonia | 0   | 3  | 0  | 0  | 3  | 0  | 6  | -6  |

| Fecha               | Lugar       |         |                    | Resultado |                    |         |
| ------------------- | ----------- | ------- | ------------------ | --------- | ------------------ | ------- |
| 19 de marzo de 2012 | Hamar       | Francia | Bandera de Francia | 4:0       | Bandera de Irlanda | Irlanda |
| 19 de marzo de 2012 | Hamar       | Noruega | Bandera de Noruega | 1:0       | Bandera de Polonia | Polonia |
| 21 de marzo de 2012 | Hamar       | Francia | Bandera de Francia | 4:0       | Bandera de Polonia | Polonia |
| 21 de marzo de 2012 | Hamar       | Irlanda | Bandera de Irlanda | 0:2       | Bandera de Noruega | Noruega |
| 24 de marzo de 2012 | Kongsvinger | Noruega | Bandera de Noruega | 0:4       | Bandera de Francia | Francia |
| 24 de marzo de 2012 | Hamar       | Polonia | Bandera de Polonia | 0:1       | Bandera de Irlanda | Irlanda |

### Grupo 3
| Equipo       | Pts | PJ | PG | PE | PP | GF | GC | Dif |
| ------------ | --- | -- | -- | -- | -- | -- | -- | --- |
| Dinamarca    | 7   | 3  | 2  | 1  | 0  | 5  | 1  | 4   |
| Suecia       | 4   | 3  | 1  | 1  | 1  | 4  | 4  | 0   |
| Países Bajos | 3   | 3  | 1  | 0  | 2  | 4  | 3  | 1   |
| Finlandia    | 3   | 3  | 1  | 0  | 2  | 4  | 7  | -3  |

| Fecha               | Lugar    |              |                             | Resultado |                             |              |
| ------------------- | -------- | ------------ | --------------------------- | --------- | --------------------------- | ------------ |
| 26 de abril de 2012 | Brøndby  | Suecia       | Bandera de Suecia           | 3:2       | Bandera de Finlandia        | Finlandia    |
| 26 de abril de 2012 | Gentofte | Países Bajos | Bandera de los Países Bajos | 1:2       | Bandera de Dinamarca        | Dinamarca    |
| 28 de abril de 2012 | Ballerup | Países Bajos | Bandera de los Países Bajos | 1:2       | Bandera de Finlandia        | Finlandia    |
| 28 de abril de 2012 | Brøndby  | Dinamarca    | Bandera de Dinamarca        | 0:0       | Bandera de Suecia           | Suecia       |
| 1 de mayo de 2012   | Gentofte | Suecia       | Bandera de Suecia           | 1:2       | Bandera de los Países Bajos | Países Bajos |
| 1 de mayo de 2012   | Ballerup | Finlandia    | Bandera de Finlandia        | 0:3       | Bandera de Dinamarca        | Dinamarca    |

### Grupo 4
| Equipo          | Pts | PJ | PG | PE | PP | GF | GC | Dif |
| --------------- | --- | -- | -- | -- | -- | -- | -- | --- |
| Alemania        | 9   | 3  | 3  | 0  | 0  | 9  | 0  | 9   |
| España          | 6   | 3  | 2  | 0  | 1  | 9  | 5  | 4   |
| República Checa | 1   | 3  | 0  | 1  | 2  | 2  | 6  | -4  |
| Serbia          | 1   | 3  | 0  | 1  | 2  | 4  | 13 | -9  |

| Fecha               | Lugar  |                 |                            | Resultado |                            |                 |
| ------------------- | ------ | --------------- | -------------------------- | --------- | -------------------------- | --------------- |
| 10 de abril de 2012 | Madrid | Alemania        | Bandera de Alemania        | 2:0       | Bandera de República Checa | República Checa |
| 10 de abril de 2012 | Madrid | España          | Bandera de España          | 7:2       | Bandera de Serbia          | Serbia          |
| 12 de abril de 2012 | Madrid | Alemania        | Bandera de Alemania        | 4:0       | Bandera de Serbia          | Serbia          |
| 12 de abril de 2012 | Madrid | República Checa | Bandera de República Checa | 0:2       | Bandera de España          | España          |
| 15 de abril de 2012 | Madrid | España          | Bandera de España          | 0:3       | Bandera de Alemania        | Alemania        |
| 15 de abril de 2012 | Madrid | Serbia          | Bandera de Serbia          | 2:2       | Bandera de República Checa | República Checa |

## Fase Final
Los cuatro campeones de grupo jugaron en el Centre Sportif de Colovray, Nyon, Suiza en junio de 2012. Se jugaron las semifinales, el partido por el tercer puesto y la final.
|  | Semifinales | Semifinales  |       |       | Final         | Final       |  |
|  | 26 de junio | 26 de junio  |       |       | 29 de junio   | 29 de junio |  |
|  |             |              |       |       |               |             |  |
|  |             |              |       |       |               |             |  |
|  | Suiza       | 1            |       |       |               |             |  |
|  | Francia     | 5            |       |       |               |             |  |
|  |             |              |       |       |               |             |  |
|  |             |              |       |       |               |             |  |
|  |             |              |       |       | Francia       | 1 (3)       |  |
|  |             | Alemania (p) | 1 (4) |       |               |             |  |
|  |             |              |       |       |               |             |  |
|  |             |              |       |       |               |             |  |
|  |             |              |       |       | Tercer lugar  |             |  |
|  |             |              |       |       |               |             |  |
|  | Dinamarca   | 0            |       | Suiza | 0 (4)         |             |  |
|  | Alemania    | 2            |       |       | Dinamarca (p) | 0 (5)       |  |

### Semifinales
| 26 de junio de 2012, 11:00 (UTC+2) | Suiza      | 1:5 | Francia                                                                       | Colovray Stadium, Nyon, Suiza    |                                  |
|                                    | Pulver 13' |     | Toletti 14' · Blanchard 19' · Cousin 40' · Diani 52' · Karchouni 80+4' (pen.) | Árbitro(s): Marte Soro (Noruega) | Árbitro(s): Marte Soro (Noruega) |

| 26 de junio de 2012, 15:00 (UTC+2) | Dinamarca | 0:2 | Alemania                   | Colovray Stadium, Nyon, Suiza       |                                     |
|                                    |           |     | Bremer 17' · Däbritz 80+3' | Árbitro(s): Amy Wainer (Inglaterra) | Árbitro(s): Amy Wainer (Inglaterra) |

### Tercer puesto
| 29 de junio de 2012, 11:00 (UTC+2) | Suiza                                                            | 0:0 (4 – 5 p.)             | Dinamarca                                                               | Colovray Stadium, Nyon, Suiza    |  |
|                                    |                                                                  |                            |                                                                         | Árbitro(s): Marte Soro (Noruega) |  |
|                                    |                                                                  | Tiros desde el punto penal |                                                                         |                                  |  |
|                                    | Bruderer · Wuichet · Ribeaud · Vienne · Calo · Deplazes · Studer |                            | Hansen · Beck · Poulsen · Thestrup · Kildemoes · Christiansen · Nederby |                                  |  |

### Final
| 29 de junio de 2012, 14:30 (UTC+2) | Francia                                           | 1:1 (3 – 4 p.)             | Alemania                                  | Colovray Stadium, Nyon, Suiza       |                                     |
|                                    | Diani 57'                                         |                            | Bremer 67'                                | Árbitro(s): Amy Rainer (Inglaterra) | Árbitro(s): Amy Rainer (Inglaterra) |
|                                    |                                                   | Tiros desde el punto penal |                                           |                                     |                                     |
|                                    | Toletti · Saulnier · Gherbi · Froment · Karchouni |                            | Däbritz · Beil · Panfil · Streng · Lückel |                                     |                                     |

| Bandera de Alemania |
| Campeón ALEMANIA    |
|                     |